# آجی‌دره
اسیدر (به لاتین: Acıdərə) یک منطقه مسکونی در جمهوری آذربایجان است که در شهرستان شماخی واقع شده‌است.